# Sebastián Gómez Londoño
Sebastián Gómez Londoño (Girardota, Antioquia, Colombia; 3 de junio de 1996) es un futbolista colombiano que juega como centrocampista en el Coritiba foot ball club del  Brasileirão serie B de Brasil.
En diciembre de 2018 se confirmó su llegada al Atlético Nacional después de estar de préstamo en Leones F. C.

## Selección nacional
Recibe su primera convocatoria a la selección el 3 de noviembre de 2021 para la doble fecha eliminatoria contra la Selección de Paraguay y la Selección de Brasil. El 7 de enero de 2022 fue convocado para un partido amistoso contra Honduras en Estados Unidos. Sin embargo, el mismo día es desconvocado por dar positivo en la prueba de COVID-19.

### Participaciones enEliminatorias al Mundial
| Eliminatoria                               | Sede del Mundial                 | Posición               | Resultado  | PJ                                 | GA | Asis |
| ------------------------------------------ | -------------------------------- | ---------------------- | ---------- | ---------------------------------- | -- | ---- |
| Eliminatorias Mundial de Catar 2022        | Catar                            | 6°lugar 23pts          | Eliminado  | 0 (una convocatoria como suplente) | 0  | 0    |
| Eliminatorias Mundial de Norteamérica 2026 | Estados Unidos · México · Canadá | 6°lugar 22pts          | En disputa | 0 (una convocatoria como suplente) | 0  | 0    |
| Total en Eliminatorias                     | Total en Eliminatorias           | Total en Eliminatorias | 0/1        | 0                                  | 0  | 0    |

## Clubes
| País     | Club                    | Año           |
| -------- | ----------------------- | ------------- |
| Colombia | Itagüí Leones F.C       | 2016-2018     |
| Colombia | Atlético Nacional       | 2019-2023     |
| Brasil   | Coritiba Foot Ball Club | 2023-presente |

## Estadísticas

### Clubes
Actualizado al último partido disputado el 27 de julio de 2025.
| Club                         | Div.          | Temporada     | Liga  | Liga  | Liga   | Copas | Copas | Copas  | Internacional | Internacional | Internacional | Total | Total | Total  |
| Club                         | Div.          | Temporada     | Part. | Goles | Asist. | Part. | Goles | Asist. | Part.         | Goles         | Asist.        | Part. | Goles | Asist. |
| ---------------------------- | ------------- | ------------- | ----- | ----- | ------ | ----- | ----- | ------ | ------------- | ------------- | ------------- | ----- | ----- | ------ |
| Itagüí Leones · Colombia     | 2.ª           | 2016          | 10    | 0     | 0      | 2     | 0     | 0      | -             | -             | -             | 12    | 0     | 0      |
| Itagüí Leones · Colombia     | 2.ª           | 2017          | 37    | 6     | 0      | 2     | 0     | 0      | -             | -             | -             | 39    | 6     | 0      |
| Itagüí Leones · Colombia     | 1.ª           | 2018          | 38    | 7     | 1      | 5     | 1     | 0      | -             | -             | -             | 43    | 8     | 1      |
| Itagüí Leones · Colombia     | Total club    | Total club    | 85    | 13    | 1      | 9     | 1     | 0      | 0             | 0             | 0             | 94    | 14    | 1      |
| Atlético Nacional · Colombia | 1.ª           | 2019          | 31    | 1     | 2      | 1     | 0     | 0      | 6             | 1             | 0             | 38    | 2     | 2      |
| Atlético Nacional · Colombia | 1.ª           | 2020          | 15    | 1     | 0      | 1     | 0     | 0      | 3             | 0             | 0             | 19    | 1     | 0      |
| Atlético Nacional · Colombia | 1.ª           | 2021          | 36    | 3     | 2      | 7     | 1     | 0      | 9             | 0             | 0             | 52    | 4     | 2      |
| Atlético Nacional · Colombia | 1.ª           | 2022          | 37    | 3     | 2      | 2     | 0     | 0      | 2             | 0             | 0             | 41    | 3     | 2      |
| Atlético Nacional · Colombia | 1.ª           | 2023          | 16    | 0     | 1      | 0     | 0     | 0      | 4             | 0             | 0             | 20    | 0     | 1      |
| Atlético Nacional · Colombia | Total club    | Total club    | 135   | 8     | 7      | 11    | 1     | 0      | 24            | 1             | 0             | 170   | 10    | 7      |
| Coritiba · Brasil            | 1.ª           | 2023          | 20    | 2     | 1      | -     | -     | -      | -             | -             | -             | 20    | 2     | 1      |
| Coritiba · Brasil            | 2.ª           | 2024          | 29    | 0     | 2      | 10    | 0     | 1      | -             | -             | -             | 39    | 0     | 3      |
| Coritiba · Brasil            | 2.ª           | 2025          | 17    | 2     | 1      | 9     | 0     | 0      | -             | -             | -             | 26    | 2     | 1      |
| Coritiba · Brasil            | Total club    | Total club    | 66    | 4     | 4      | 19    | 0     | 1      | 0             | 0             | 0             | 85    | 4     | 5      |
| Total carrera                | Total carrera | Total carrera | 286   | 25    | 12     | 39    | 2     | 1      | 24            | 1             | 0             | 349   | 28    | 13     |

### Selección
Actualizado al último partido disputado el 17 de diciembre de 2023.
| Selección           | Año   | Amistosos | Amistosos | Amistosos | Mundial | Mundial | Mundial | Continental | Continental | Continental | Total | Total | Total |
| Selección           | Año   | Part.     | Goles     | Asis.     | Part.   | Goles   | Asis.   | Part.       | Goles       | Asis.       | Part. | Goles | Asis. |
| ------------------- | ----- | --------- | --------- | --------- | ------- | ------- | ------- | ----------- | ----------- | ----------- | ----- | ----- | ----- |
| Absoluta · Colombia |       |           |           |           |         |         |         |             |             |             |       |       |       |
| 2023                | 2     | 0         | 0         | —         | —       | —       | —       | —           | —           | 2           | 0     | 0     |       |
| 2024                | 0     | 0         | 0         | —         | —       | —       | 0       | 0           | 0           | 0           | 0     | 0     |       |
| Total               | Total | 2         | 0         | 0         | 0       | 0       | 0       | 0           | 0           | 0           | 2     | 0     | 0     |

## Estilo de juego
El volante paisa tiende a destacarse en la mitad del campo, como volante de contención, o volante de salida, y, algunas de sus cualidades se basan en una buena circulación de juego, manejo del balón, soporte y seguridad defensiva, aparte de unirse al ataque con frecuencia. También, se ha conocido por su capitanía y liderazgo, ya que se aprecia que obtiene la banda de capitán todos los partidos que disputa.

## Palmarés

### Títulos nacionales
| Título                | Club              | País     | Año  |
| --------------------- | ----------------- | -------- | ---- |
| Copa Colombia         | Atlético Nacional | Colombia | 2021 |
| Torneo Apertura       | Atlético Nacional | Colombia | 2022 |
| Superliga de Colombia | Atlético Nacional | Colombia | 2023 |